# ONE Pro Cycling
ONE Pro Cycling fue un equipo ciclista británico de categoría Continental que estuvo activo desde el año 2015 hasta 2018.
En septiembre de 2018 se hizo oficial la desaparición del equipo masculino a final de año para crear un equipo femenino, aunque un mes más tarde se comunicó que finalmente este equipo no sería creado.

## Clasificaciones UCI
A partir de 2005 la UCI instauró los Circuitos Continentales UCI, donde el equipo está desde que se creó en 2015, registrado dentro del UCI Europe Tour. Las clasificaciones del equipo y de su ciclista más destacado son las siguientes:
| Temporada           | Clasificación por equipos | Mejor corredor en la clasificación individual | Posición |
| 2015 (America Tour) | 47.º                      | Marcin Białobłocki                            | 279.º    |
| 2015 (Europe Tour)  | 47.º                      | Marcin Białobłocki                            | 436.º    |
| 2016 (America Tour) | 47.º                      | Hayden McCormick                              | 279.º    |
| 2016 (Asia Tour)    | 20.º                      | George Harper                                 | 121.º    |
| 2016 (Europe Tour)  | 15.º                      | Dion Smith                                    | 43.º     |
| 2016 (Oceania Tour) | 3.º                       | Dion Smith                                    | 5.º      |
| 2017 (Asia Tour)    | 49.º                      | Thomas Stewart                                | 103.º    |
| 2017 (Europe Tour)  | 37.º                      | Karol Domagalski                              | 182.º    |
| 2017 (Oceania Tour) | 10.º                      | James Oram                                    | 20.º     |
| 2018 (Asia Tour)    | 42.º                      | Emīls Liepiņš                                 | 42.º     |
| 2018 (Europe Tour)  | 57.º                      | Emīls Liepiņš                                 | 121.º    |
| 2018 (Oceania Tour) | 5.º                       | Hayden McCormick                              | 5.º      |

## Material ciclista

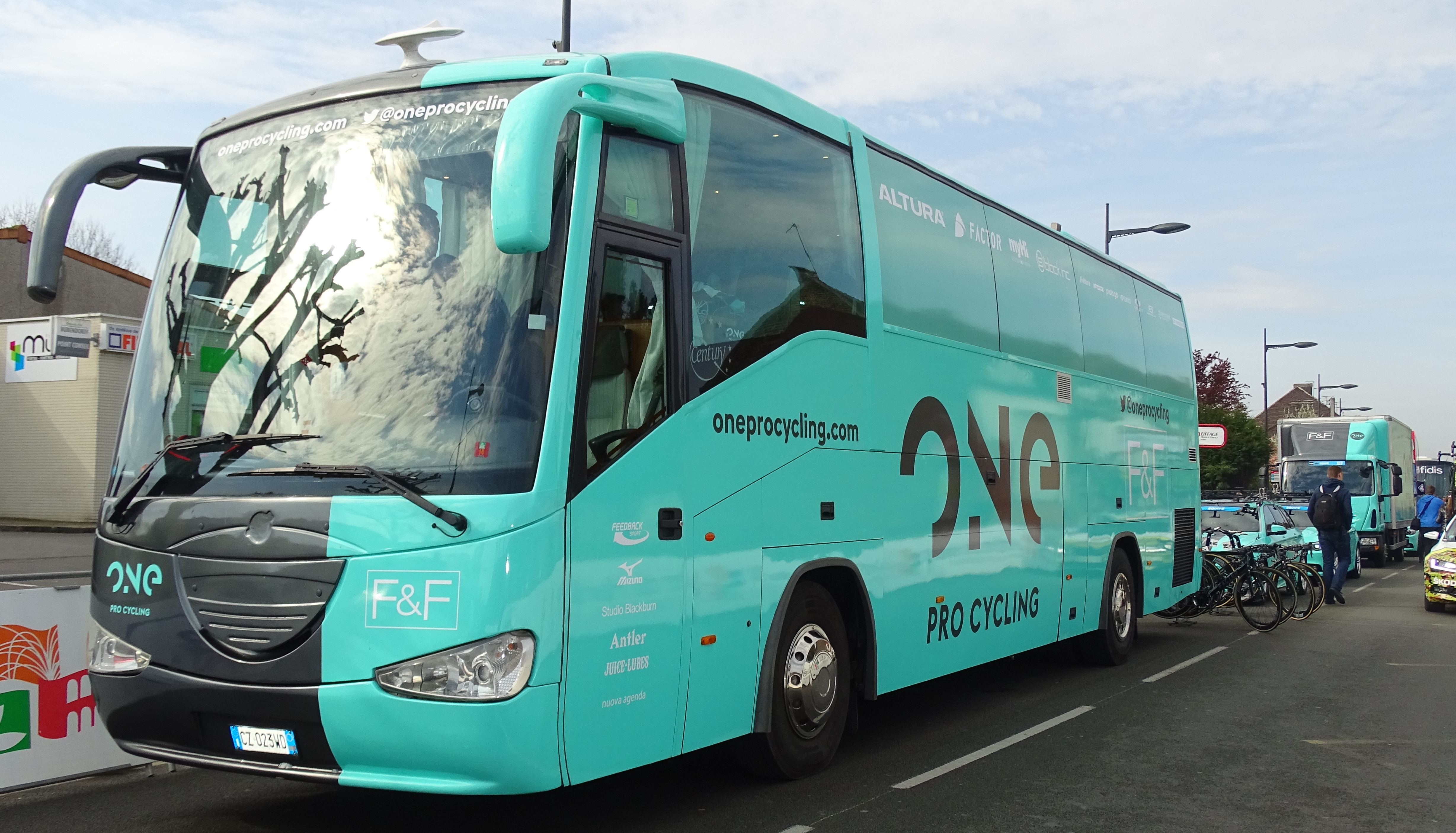
Autobús del equipo.

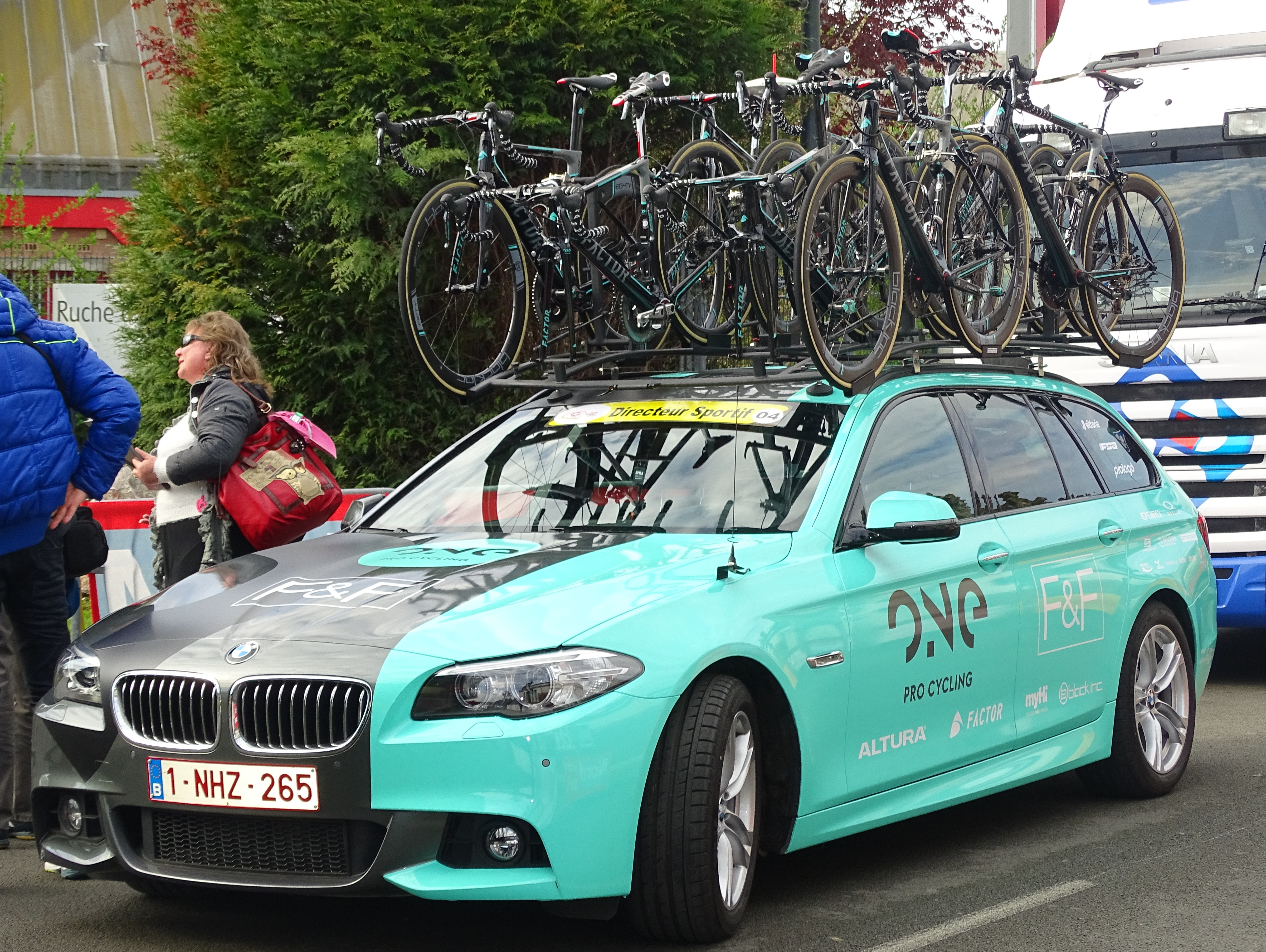
Vehículo del equipo.

El equipo usaba bicicletas Cervélo y vehículos BMW.

## Palmarés
Para años anteriores véase:Palmarés del One Pro Cycling

### Palmarés 2018

#### Circuitos Continentales UCI
| Fechas       | Circuito              | Carreras                            | Ganador          |
| 21 de enero  | UCI Oceania Tour 2018 | New Zealand Cycle Classic           | Hayden McCormick |
| 3 de marzo   | UCI Europe Tour 2018  | Porec Trophy                        | Emīls Liepiņš    |
| 11 de marzo  | UCI Europe Tour 2018  | 3.ª etapa del Istrian Spring Trophy | Emīls Liepiņš    |
| 2 de junio   | UCI Europe Tour 2018  | Flecha de Heist                     | Emīls Liepiņš    |
| 25 de agosto | UCI Europe Tour 2018  | 2.ª etapa del Baltic Chain Tour     | Emīls Liepiņš    |
| 26 de agosto | UCI Europe Tour 2018  | Baltic Chain Tour                   | Emīls Liepiņš    |

#### Campeonatos nacionales
| Fechas | Carreras | Ganador |

## Plantilla
Para años anteriores véase:Plantillas del One Pro Cycling

### Plantilla 2018
| Nombre               | Nacimiento | Nacionalidad  | Equipo 2017                              |
| Tom Baylis           | 03/01/1996 | Reino Unido   | ONE Pro Cycling                          |
| Karol Domagalski     | 09/08/1989 | Polonia       | ONE Pro Cycling                          |
| Jake Kelly           | 17/01/1995 | Reino Unido   | Team Wiggins                             |
| Christopher Latham   | 06/02/1994 | Reino Unido   | Team Wiggins                             |
| Emīls Liepiņš        | 29/10/1992 | Letonia       | Delko Marseille Provence KTM (stagiaire) |
| Hayden McCormick     | 01/01/1994 | Nueva Zelanda | ONE Pro Cycling                          |
| James Oram           | 17/06/1993 | Nueva Zelanda | ONE Pro Cycling                          |
| Alexander Richardson | 30/04/1990 | Reino Unido   | BIKE Channel Canyon                      |
| Jacob Scott          | 14/06/1995 | Reino Unido   | An Post-ChainReaction                    |
| Szymon Tracz         | 12/11/1998 | Polonia       | Wibatech 7r Fuji                         |
| Peter Williams       | 13/12/1986 | Reino Unido   | ONE Pro Cycling                          |